# Buckland Dinham
Buckland Dinham is een civil parish in het bestuurlijke gebied Mendip, in het Engelse graafschap Somerset. De plaats telt 381 inwoners.

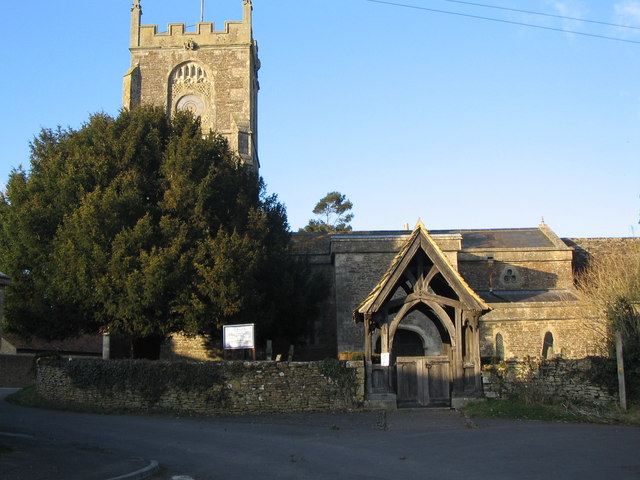
Kerk van St. Michaël en alle engelen